# ساعة براغ الفلكية
ساعة براغ الفلكية (وتُنطق: براجسكي أورلوي)، هي ساعة فلكية في مدينة براغ عاصمة التشيك تعود إلى العصور الوسطى.
يعود أقدم ذكر للساعة إلى سنة 1410، وهي بذلك ثالث أقدم ساعة فلكية في العالم، وأقدم واحدة لا تزال تعمل.

## وصف
توجد الساعة على الحائط الجنوبي لقاعة المدينة القديمة في ساحة المدينة القديمة. تتكون آلية الساعة من ثلاثة مكونات رئيسية - القرص الفلكي الذي يمثل موضع الشمس والقمر في السماء ويعرض تفاصيل فلكية مختلفة؛ وتماثيل لقديسين كاثوليك مختلفين تقف على جانبي الساعة؛ و"مسيرة الرسل"، وهو عرض كل ساعة لشخصيات الرسل المتحركة ومنحوتات أخرى، ولا سيما تمثال لهيكل عظمي يمثل الموت، يضرب الوقت؛ وقرص تقويم به ميداليات تمثل الأشهر. وفقًا للأسطورة المحلية، ستعاني المدينة إذا أهملت الساعة وتعرض عملها الجيد للخطر؛ ويقال إن شبحًا مثبتًا على الساعة يهز رأسه تأكيدًا على ذلك. كما تذكر الأسطورة أن الأمل الوحيد يكمن في صبي يولد في ليلة رأس السنة.

## اقرأ أيضاً
- ساعة فلكية

## روابط خارجية
- الساعة الفلكية في براغ